# Olu Fashanu
Olumuyiwa Anthony Fashanu (Waldorf, 9 dicembre 2002) è un giocatore di football americano statunitense che milita nel ruolo di offensive tackle per i New York Jets della National Football League (NFL).

## Carriera universitaria
Fashanu si iscrisse alla Penn State University per giocare nel college football. Dopo non essere sceso in campo nella sua prima stagione con i Nittany Lions nel 2020, disputò nove gare nel 2021, giocando la prima come titolare nell'Outback Bowl 2022. Divenne il tackle sinistro titolare nel 2022. Nel 2023 fu premiato come All-American e nominato offensive lineman dell'anno della Big Ten Conference, prima di dichiararsi eleggibile per il Draft NFL 2024.

## Carriera professionistica

### New York Jets
Fashanu era considerato uno dei migliori offensive lineman selezionabili nel Draft 2024 e una scelta tra le prime dieci del primo giro. Il 25 aprile 2024 fu chiamato come undicesimo assoluto dai New York Jets. Debuttò come professionista subentrando nel Monday Night Football del primo turno perso contro i San Francisco 49ers. Dopo avere giocato come tackle destro al posto di Morgan Moses per due partite, fu nominato tackle sinistro titolare al posto dell'infortunato Tyron Smith, giocando come partente nelle successive cinque gare. A causa di una fascite plantare fu costretto a saltare le ultime due partite della stagione, chiusa con 15 presenze, di cui 7 come titolare.